# Coelidium bowiei
Coelidium bowiei là một loài thực vật có hoa trong họ Đậu. Loài này được Benth. mô tả khoa học đầu tiên.